# 미우라 아야코

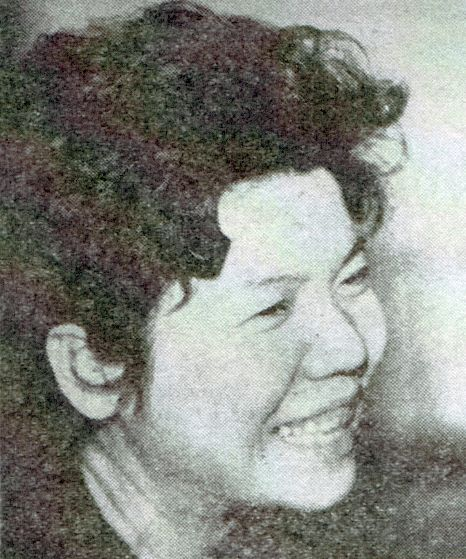

미우라 아야코(일본어: 三浦 綾子 1922년 4월 25일 ~ 1999년 10월 12일)는 일본의 여성작가, 소설가, 에세이스트이다. 결혼 전 성은 홋타(堀田)이다. 고향인 홋카이도 아사히카와시에 미우라 아야코 기념 문학관이 있다.

## 생애

### 교사생활
1922년 4월 25일(타이쇼 11년)에 홋타 테츠지와 키사의 5번째 아이로 홋카이도 아사히카와시에서 태어났으며 부모와 9남매가 함께 생활했다. 아사히카와 시립여고를 졸업하였다. 1935년에 여동생 요코가 요절했다. 초등학교 교사로 7년간 근무했으며, 일본의 세계대전 패전 후 그때까지의 국가의 방식이나, 스스로 속해 있던 군국주의 교육에 의문을 품고 1946년에 퇴직하였다. 퇴직 후 그는 폐결핵과 척추골양이 겹쳐 13년간 요양생활을 했다.

### 그리스도 신앙 그리고 결혼
1948년, 홋카이도 대학 의학부를 결핵으로 인해 휴학중이던 죽마고우였던 마에카와 쇼와 재회해 편지를 주고 받기 시작하였다. 마에카와는 경건한 크리스천으로, 미우라에게 큰 영향을 끼쳤다. 1952년에 결핵 투병 중에 오노하라 린조 목사에게 세례를 받았다. 1954년, 마에카와가 사망하였다.
미우라 아야코는 요양 생활 동안 기독교인이 되었다. 1955년 6월에 기독교잡지인 《이치지쿠》, 《무화과》를 통해 아사히카와 영림국(산림원)에 근무하던 아사히카와 시 공무원인 미우라 미쓰요를 알게 되어 1959년 결혼하였다.

### 등단
1961년, "주부의 친구" 모집 제1회 "주부가 쓴 실화"에 "하야시다 리츠코"라는 필명으로 "태양은 다시 지지 않고(太陽は再び没せず)를 투고해 입선했다. 다음 해 "주부의 친구" 신년호에 입선작이 "사랑의 기록"이란 제목으로 게재되었다.

### 빙점
미우라 부부는 잡화점을 운영했는데, 가게가 번창하여 이웃 가게들이 장사에 지장을 받을 정도였다. 그래서 남편의 권유로 가게 규모를 줄이고 남는 시간에 글을 썼는데, 이때 쓴 글이 《빙점》이다. 1961년 잡지에 소설을 투고하여 등단했으나, 그의 이름이 유명해진 소설은 나중에 쓴 《빙점》이다. 1964년 아사히 신문의 일천만 엔 현상 공모 소설에 《빙점》을 출품하여 최우수작으로 당선되어 지방에서 평범하게 잡화점을 경영하는 주부에서 유명 작가로 떠올랐다. 취미이던 글 쓰기가 직업이 된 것이다. 《빙점》은 다음 해 아사히 신문에 연재되어 큰 호평을 받았으며, 책으로 출간되어 베스트셀러가 되었다.

#### 한국에서의 인기
《빙점》은 범우사 등에서 한국어로 번역, 소개되어 한국방송에서 김영애가 주연을 맡은 드라마로 제작될 정도로 대단한 인기를 끌었으며, 1960년대 ~ 1970년대의 베스트셀러로 매우 유명한 소설이었다. 이 소설은 광복 이후 대한민국에서 처음으로 인기를 끈 일본 소설로 꼽힌다. 빙점을 포함한 그의 작품은 대한민국에서 1965년부터 2004년 사이 146편이 306회나 번역, 출간되어, 무라카미 하루키를 제치고 해방 이후 대한민국에서 번역된 작품 수가 가장 많은 일본 작가로 조사되었다.

### 기독교 문학
그 후 기독교 신앙에 기초한 평화와 예수 그리스도를 통한 하나님의 사랑을 주제로 한 많은 저작들을 발표했다. 1982년 직장암 수술을 받은 이후로는 남편의 대필로 작품 활동을 하였으며, 만년에는 파킨슨병으로 투병 생활을 하다가 1999년 77세의 나이로 세상을 떠났다.

### 에피소드
미무라 아야코가 장기를 좋아했기 때문에 2001년부터 출신지인 아사히카와에서는 미우라 아야코 기념 어린이 장기 대회가 열리고 있다.
그녀가 좋아하던 과자는 삿포로 제과의 삿포로 명물 오키나와 만주(냉동시켜 보존하는 등 구입), 모리나가제과의 비스켓 MARIE에 무염 버터를 바른 것 등이 있다.
그녀의 남편이었던 미우라 미쓰요는 패결핵으로 사망했던 죽마고우 마에카와와 용모가 아주 닮았다. 그녀는 처음으로 미쓰요를 만났을 때, 죽었던 마에카와가 살아 돌아와 눈 앞에 나타났다고 생각할 정도로 놀랬다고 한다. 이 이야기는 그녀의 자서전 " 道ありき"에 자세히 나와있다.

## 작품 목록
- 빙점(氷点)
- 속 빙점
- 총구
- 삶에 답이 있을까
- 북국일기
- 겨울장미
- 길은 여기에
- 아무리 긴 터널이라도 끝이 보인다(수필집)
- 이 질그릇에도
- 빛이 있는 동안에(기독교 변증서)
- 양치는 언덕
- 천사의 눈물
- 유혹의 나날
- 돌비 내리던 날
- 순례자의 꿈
- 춤추는 목장